# Emmanuel Ake
Emmanuel Ake   (Mombasa, 11 de juny de 1980) és un exfutbolista kenyià de la dècada de 2000. Emannuel Ake entrà a Europa amb un visat temporal, i l'any 2000 marxà a Dinamarca, sense visat amb el nom fals "Ali Rajab Akida", o "Ali Akida", amb data de naixement falsa, 20 de desembre de 1982. El seu nom real és Emmanuel Ake Richard Muttendango, nascut el dia 11 de juny de 1980.
Fou internacional amb la selecció de futbol de Kenya. Pel que fa a clubs, destacà a diversos clubs danesos, com Akademisk Boldklub i Nordsjælland.